# Língua crioula chagossiana
A língua crioula chagossiana ou crioulo chagossiano, também referida como créole îlois, kreol Ilwa ou simplesmente Ilwa, é uma língua crioula baseada no léxico francês, falada pelo povo chagossiano, isto é, os habitantes originários do arquipélago de Chagos,  no oceano Índico. Com origem no início dos anos 1900, até 1994 ainda era falada por cerca de 1 800 chagossianos expulsos do arquipélago pelo governo britânico, entre os anos 1960 e 1970. Na atualidade, a língua é falada principalmente em Maurício e Seicheles. Também existe uma pequena comunidade falante do crioulo chagossiano, no Reino Unido.